# Ballet sur glace
 (décembre 2018).
Si vous disposez d'ouvrages ou d'articles de référence ou si vous connaissez des sites web de qualité traitant du thème abordé ici, merci de compléter l'article en donnant les références utiles à sa vérifiabilité et en les liant à la section « Notes et références ».

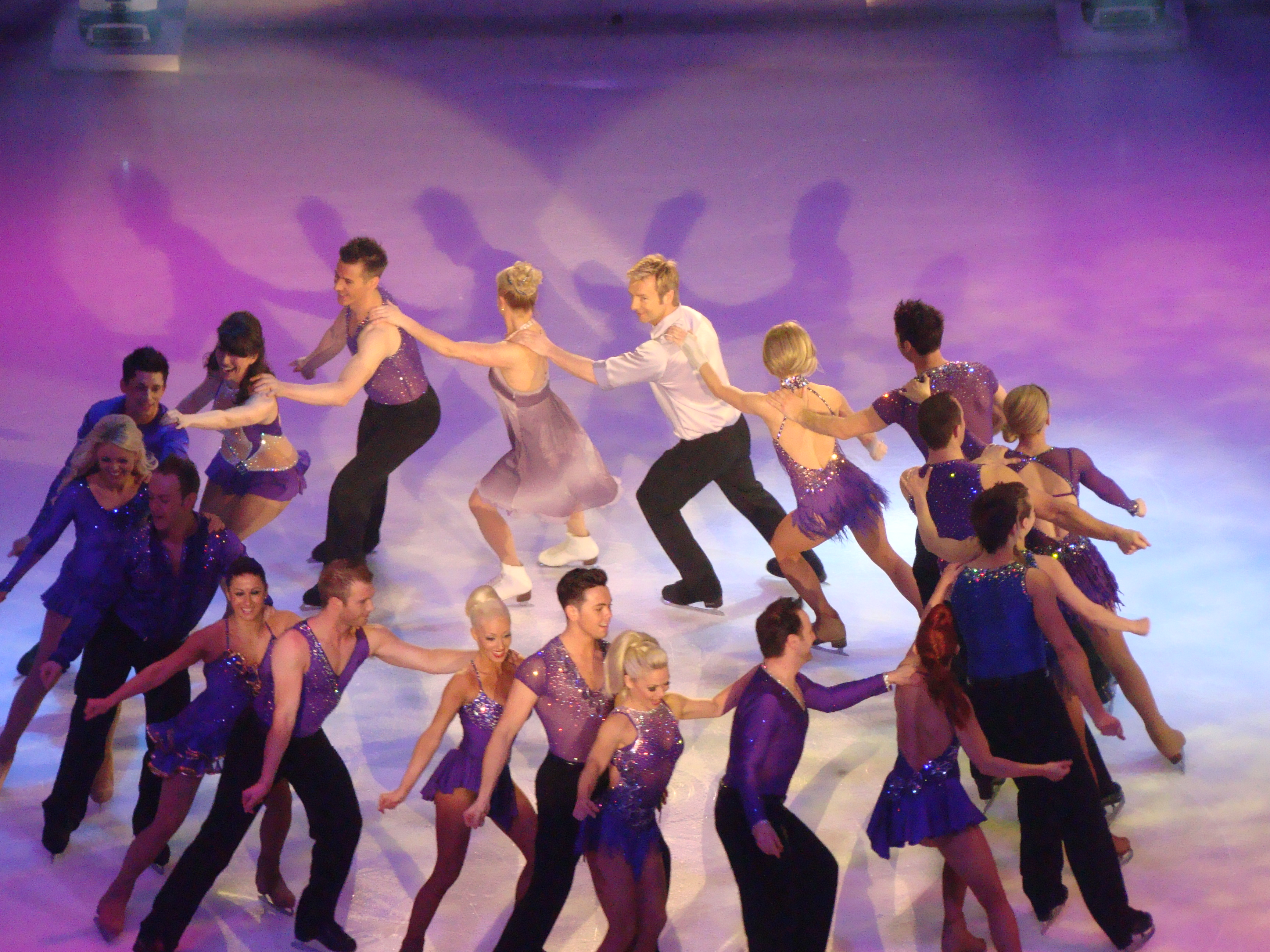
Ballet sur glace

Le ballet sur glace est un art, un loisir ou encore un sport de glisse pratiqué de diverses façons un peu partout dans le monde, surtout là où le patinage artistique traditionnel est bien installé. Contrairement à ce sport olympique, le ballet sur glace ne se centre pas sur l'aspect athlétique du patinage mais bien sur son potentiel théâtral et artistique.

## Tendances démocratique et élitiste
La popularité grandissante de cette discipline fait partie, selon certains, de ce qui est appelé "La Nouvelle Vague" du patinage artistique.  Cette évolution a deux visages.  Elle est une tendance très démocratique et accessible aux amateurs à travers diverses organisation telles que la Commission sportive nationale de ballet sur glace.  Elle est aussi un mouvement artistique plus élitiste popularisé par quelques troupes d'artistes plus avancés telles que Le Patin Libre, un groupe canadien.
Bien que de plus en plus de pays s'essaient à la discipline, le règne du ballet sur glace reste encore Franco-Américain (également Russe dans une moindre mesure).

## Présence en France
Le ballet sur glace est une des nombreuses disciplines existant dans les sports de glace organisés en France.
Le ballet sur glace est à la fois un sport et un spectacle. Il mêle l'expression à la performance technique ce qui en fait une discipline très complète.
Le ballet sur glace est reconnu par les instances fédérales et est une discipline à part entière.
Un ballet sur glace est une transcription dans un espace de thèmes, d'arguments ou d'un texte musical liés à celui-ci, qui est laissé au choix du chorégraphe. Sa qualité est d'autant plus grande que musique, thème et chorégraphie sont cohérents et donnent une impression d'harmonie et d'équilibre créatrice d'émotion. Le ballet doit donc s'adapter à la dynamique propre aux sports de glace (qualité de la glisse, sureté des carres, vitesse, aisance et beauté des mouvements). Il doit également rechercher des placements, un traitement des groupes et de la variété dans les éléments spécifiques du patinage. Il n'y a pas de limitation au nombre des éléments de patinage artistique, de danse sur glace ou de patinage synchronisé proposés par le chorégraphe.
Le ballet sur glace a ses propres compétitions nationales et internationales reconnues par les instances fédérales (exemples : la Griffe d'Argent, le Trophée International d'Occitanie, le Trophée International des Aigles, la Coupe des Ducs de Savoie, la Coupe Internationale de Ballet sur Glace d'Asnières, etc.) Chaque année sont organisés les Championnats de France qui terminent une saison sportive riche en événements.
Les compétitions de ballet sur glace ont pour objet, dans un esprit sportif et de coopération universelle, de révéler et de mettre en valeur les ballets de qualité, en vue de servir l'évolution des sports et des arts patinés et de les développer dans le monde.
C'est donc une discipline avec une identité bien affirmée avec ses règlements nationaux et internationaux.
Même si la discipline rencontre un essor important au niveau international, elle n'est pas encore reconnue par l'ISU. Ce n'est pas une discipline olympique. Le ballet sur glace gagne à être connu car il développe un esprit d'équipe et allie des performances techniques et artistiques. Néanmoins, 2010 est l'année d'un tournant important. En effet, la France a été la première a mettre en place la première Nations Cup (Championnats du monde) à Toulouse-Blagnac. C'est un nouveau tournant que prend cette discipline énergique. Ce succès a permis déjà de planifier la deuxième Nations Cup qui s'est déroulée aux États-Unis en avril 2011 à Hyannis Cap Cod. Depuis, cette compétition internationale est organisée tous les deux ans. Elle s'est déroulée à Logroño (Espagne) en 2013, à Colombes en Île de France en 2015 et dans la ville d'Ann Arbor, dans l'État du Michigan en 2017. La prochaine Nations Cup aura de nouveau lieu en France, à Épinal en Avril 2019.

### Les catégories
Il se pratique en équipes de 8 patineurs minimum à 24 maximum.
Les équipées sont distinguées en cinq catégories différentes :
- - la catégorie "open moins de 15 ans",
- - la catégorie "open plus de 15 ans",
- - la catégorie "adulte",
- - la catégorie "novice" (anciennement appelée "jeune espoirs"),
- - la catégorie "junior" (anciennement appelée "espoirs"),
- - la catégorie "sénior" (anciennement appelée "élite").

Deux programmes constituent une compétition de ballet sur glace : 
- - le "ballet libre",
- - "l'exercice chorégraphique" (créé en France).

### Le ballet libre
Chaque équipe réalise une chorégraphie sur une musique et autour d'un thème (avec costumes et pour la plupart, des décors qui ne sont pas obligatoires). Un ballet dure de 5 minutes à 6 minutes plus ou moins 15 secondes selon les catégories.
Deux notes permettent au jury de porter son appréciation :
- - une note de technique de ballet qui permet de juger de l'utilisation de la glace et de l'espace ainsi que de l'organisation des formations de patineurs, de la gestuelle et des possibles du corps, de la qualité des ensembles et des échanges, de la performance des éléments techniques et enfin de la qualité de patinage,
- - une note d'impression artistique qui permet de juger de la présence, de l'intensité et de l'impact dégagé par le ballet présenté, de la création d'un univers, du jeu d'acteurs et de l'interprétation et enfin de la lisibilité, de l'originalité et de créativité de l'œuvre.

Ces deux notes sont attribuées par un jury officiel formé mais surtout bénévole qui doit rester garant de la bonne application et du respect du règlement.
Le jugement est réalisé critère par critère. Chaque juge attribut une note sur 10 par palier de 0.25 par critère. L'ensemble des notes attribuées est automatiquement comptabilisé par le nouveau système de comptabilité (NAC ou NSC) déployé en France lors de la saison 2008 - 2009. Le classement des équipes est automatisé. C'est un système de scoring et les résultats sont donc ouverts et publics. La France reste donc leader dans le domaine.
Le ballet libre est obligatoire pour toutes les catégories.

### L'exercicechorégraphique
Crée en France, il a rencontré un très fort succès notamment outre-Atlantique. L'exercice chorégraphique est la base de la technique de ballet sur glace et a été créé dans le but de développer la technique pure du ballet sur glace. C'est pour cette raison que l'exercice chorégraphique répond à des impératifs différents du ballet libre.
Il est construit autour de trois axes obligatoires qui sont avalisés chaque saison par le Theater On Ice International Committee (TOIC) (Comité Franco-Américain permettant d'organiser les relations internationales du Ballet sur glace. Deux de ses membres œuvrent fortement pour le développement du ballet. Il s'agit de Monsieur JC Berlot et de Mme J Edmunds).
Les 3 axes sont les suivants :
- - un thème (par exemple la joie, la tristesse, la croissance, vivre ensemble, surprise, etc.),
- - un procédé chorégraphique (par exemple le miroir, la répétition, amplification, contre point, etc.),
- - une gestuelle (par exemple lente, vive, balancée, etc).

Ces axes sont les fondements du ballet sur glace (tel les "imposés" en patinage artistique à l'époque). "Ils sont la fragrance d'un parfum." (Intervention sur l'exercice chorégraphique de Didier BRUS, séminaire international de Boston, 2006).
Deux notes permettent au jury de porter son appréciation :
- - une note de chorégraphie qui permet de juger du traitement du thème imposé, du traitement du procédé chorégraphique, du traitement de la thématique gestuelle et enfin de la pertinence et de la cohérence des trois éléments imposés,
- - une note technique qui permet d'apprécier de la glisse, des carres, des appuis et des poussées mais aussi des pas et retournements, des envols, des rotations, des attitudes (dans leur variété, leur vitesse et leur amplitude), de la qualité d'exécution de la gestuelle (placement corporel, tenue du corps) et enfin de la pertinence de la cohérence des trois éléments précédents avec le monde sonore et le thème.

Afin de faciliter le travail du jury et surtout pour mettre en exergue toutes les qualités recherchées dans l'exercice chorégraphique, l'ensemble des patineurs sont uniquement habillés d'académiques noirs (pantalon et tee-shirt noir autorisés pour les garçons) sans aucun artifices ou maquillage.
L'évaluation des différents critères en est ainsi facilité d'autant que la durée d'un exercice chorégraphique n'est que de 2 minutes + ou - 30 secondes.
Aucun décor n'est autorisé pour cette épreuve.
Son appréciation par le jury en est d'autant plus délicate.
Le jugement est réalisé critère par critère. Chaque juge attribut une note sur 10 par palier de 0.25 par critère. L'ensemble des notes attribuées est automatiquement comptabilisé par le nouveau système de comptabilité (NAC ou NSC) déployé en France lors de la saison 2008 - 2009. Le classement des équipes est automatisé.
L'exercice chorégraphique est obligatoire depuis la saison 2007 pour les catégories seniors et juniors. Il est désormais obligatoire également pour les catégories novices et adultes.

### Les Championnats de France
Les Championnats de France sont réalisés en fin de saison. Ils ne sont pas ouverts aux catégories "open".
À ce jour, il n'y a pas de sélection pour accéder à ces Championnats. Les règlements stipulent seulement que pour participer aux Championnats de France, une équipe doit avoir concouru au moins à deux compétitions labellisées par la commission nationale de ballet sur glace et donc par la fédération française des sports de glace.
Aucun jeu de lumière n'est autorisé. Ils sont obligatoirement réalisés sur une patinoire dite olympique (56 / 26).
L'exercice chorégraphique est obligatoire pour les catégories senior, junior (et novice depuis le début de la saison 2011/2012).
Ces championnats de France n'étant pas accessibles pour les catégories open, une compétition équivalente est organisée et rassemble ainsi l'ensemble des équipes de ces catégorie : le Critérium national.

### Juges (officiels d'arbitrage)
À la création de la première compétition de ballet sur glace, la composition du jury ne se restreignait pas uniquement au patinage : des musiciens, danseurs classiques ou modernes, gens du cirque ou encore journalistes étaient présents à la table des officiels. C'est lorsque le mode de jugement a été de plus en plus codifié que la composition du jury s'est progressivement fermée aux seuls juges de patinage (danse sur glace ou patinage artistiques), bien qu’une connaissance du domaine musical, de la chorégraphie et une culture personnelle soient requises.
Bénévoles et issus du monde du patinage (un niveau minimum en patinage est requis), ils sont affiliés à la Fédération Française des Sports de Glace. Ils sont à ce titre des officiels de la FFSG et depuis 2006, dans l'exercice de leurs fonctions investis d'une mission de service public. Ils sont au nombre de 12 en France pour la saison 2011 - 2012.
Ils sont les garants du respect et de la bonne application des règlements.
Comme tous les officiels de la fédération, ils ont des devoirs (se tenir informé, être impartiaux et neutres, noter indépendamment, etc.).
Les officiels titulaires sont inscrits sur une liste officielle après avoir réalisé une année de formation : l'école des juges mis en place depuis 2006.
Elle est organisée autour de trois axes principaux :
- - une intervention de la part des modérateurs (Didier Brus, Christine Sabbatini, Stéphanie Asso) afin de transmettre les données essentielles du jugement au juge en formation probatoire,
- - un tutorat de l'ensemble des juges en formation probatoire pendant toute la saison sportive par les modérateurs,
- - un examen écrit final et d'un entretien individualisé lors de championnats de France (mené par les modérateurs).

À ce jour, il existe 6 grades différents :
- - les officiels d'arbitrage en formation probatoire (qui ne peuvent officier car en formation),
- - les officiels d'arbitrage de compétitions inter ligue ou nationale,
- - les officiels d'arbitrage de compétitions de championnats nationaux,
- - les officiels d'arbitrage internationaux "BOI"*,
- - les officiels d'arbitrage arbitres internationaux "BOI" (deux à ce jour, Juddy Edmunds pour les États-Unis et Didier Brus pour la France),
- - les officiels d'arbitrage d'honneur.

(* Ballet On Ice)
Un jury d'une compétition se compose de la façon suivante :
- - un juge arbitre,
- - un juge arbitre assistant,
- - un juge de piste,
- - trois à sept juges.

Chaque juge apporte une appréciation sur 10 par palier de 0.25 par critère. Ce n'est plus une comparaison des équipes entre elles mais bien une appréciation de la réalisation des différents critères composant les notes de l'exercice chorégraphique et du ballet libre. Ce nouveau système a été mis en place pour la saison 2008 - 2009 sur l'ensemble des compétitions nationales et internationales se déroulant sur le territoire français.